# Saimax

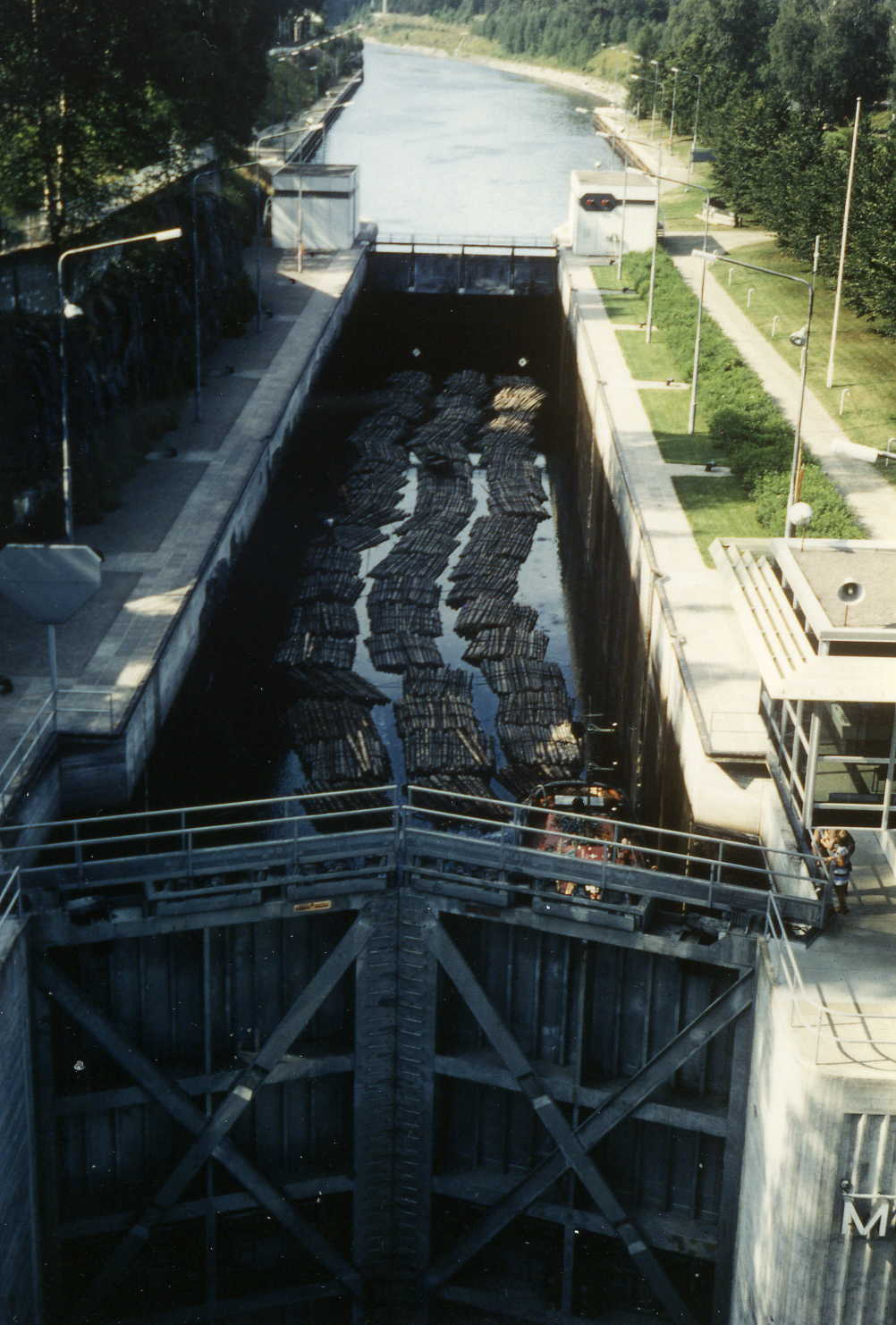
Eine Schleusenkammer des Saimaa-Kanals

Saimax ist eine Größenangabe für Schiffe. Sie bezeichnet die größten Schiffe, die soeben noch die Schleusen des Saimaa-Kanals in Finnland passieren können. 
Sie sind bis zu 82,5 m lang, 12,6 m breit und haben bei der Kanalpassage einen maximalen Tiefgang von 4,35 m. Meist werden die Längen- und Breitenabmessungen bis aufs Maximum ausgenutzt, während der maximale Tiefgang im Regelfall sogar mehr als 4,35 m beträgt. Deshalb weisen die meisten Frachter nur bei nicht voller Ausnutzung der Tragfähigkeit Saimax-Maße auf und werden auf See nach Möglichkeit voll abgeladen, wodurch sie den Kanal temporär nicht mehr passieren können.
Außerdem darf die maximale Höhe über der Wasseroberfläche nicht mehr als 24,5 m betragen. Dabei haben diese Schiffe eine Tragfähigkeit von ca. 2.000 bis 3.500 Tonnen und meistens eine Verstärkung für die Eisfahrt. Häufig sind die Schiffe mit Holz oder mit Torf beladen.
Beispiele für moderne Kümos mit Saimax-Abmessungen sind der Bodewes Trader 3400, der Pattje Saimax 3200 und der Peters SSCC Maxima.